# Cuộc tuần hành Cộng hòa tháng 1 năm 2015

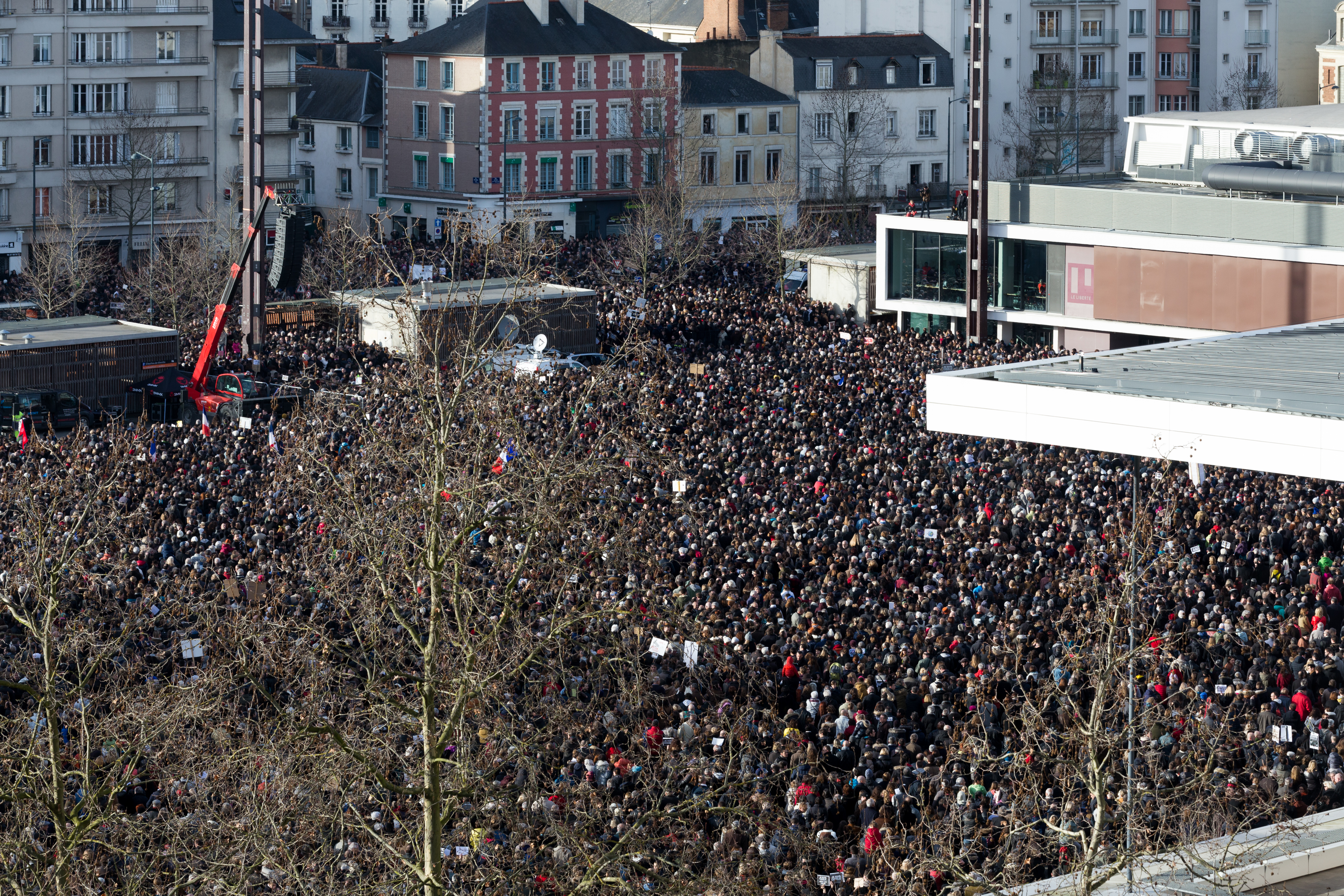
Dòng người ở Rennes, ngày 11 tháng 1.

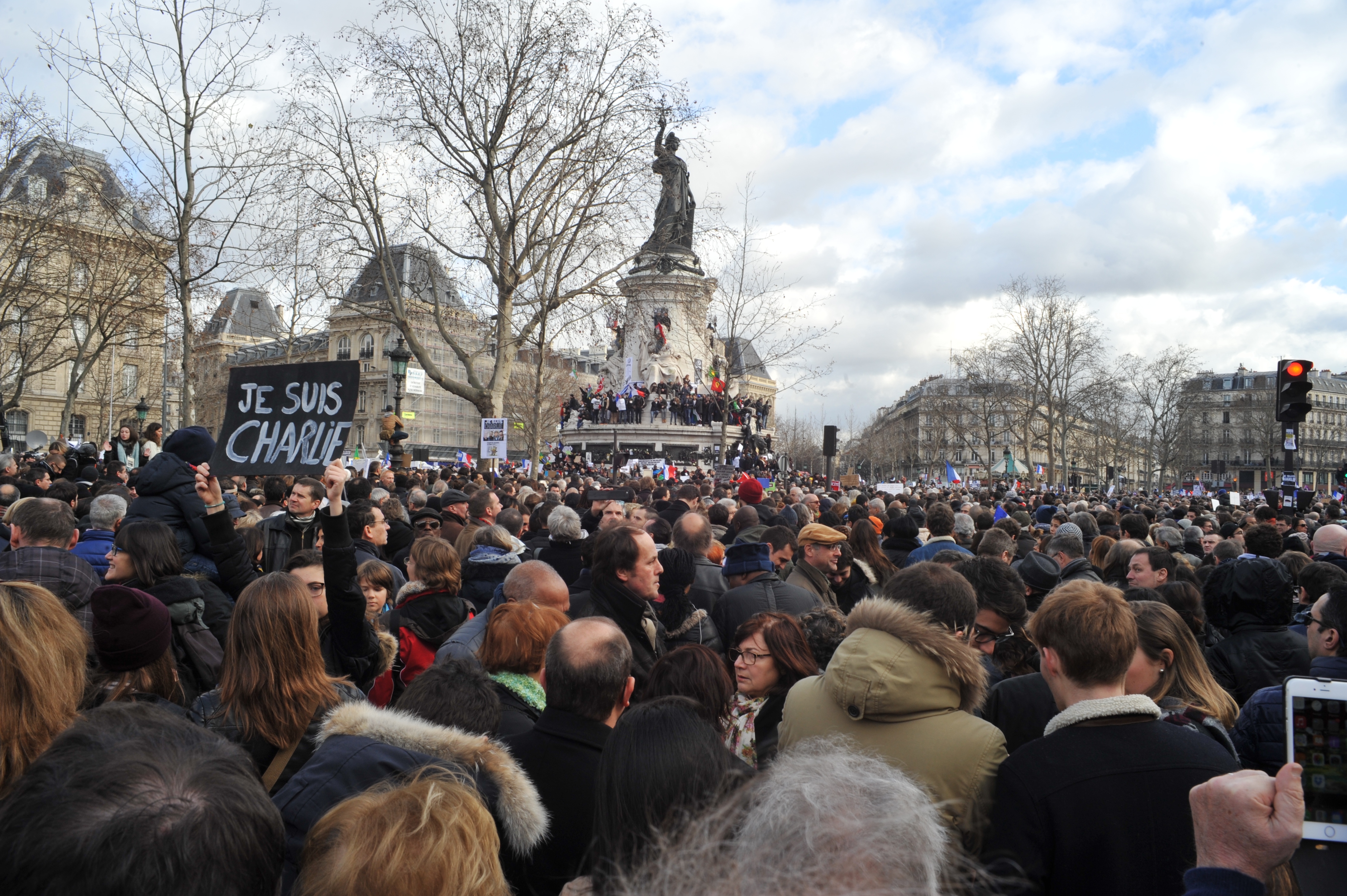
Quảng trường République ở Paris

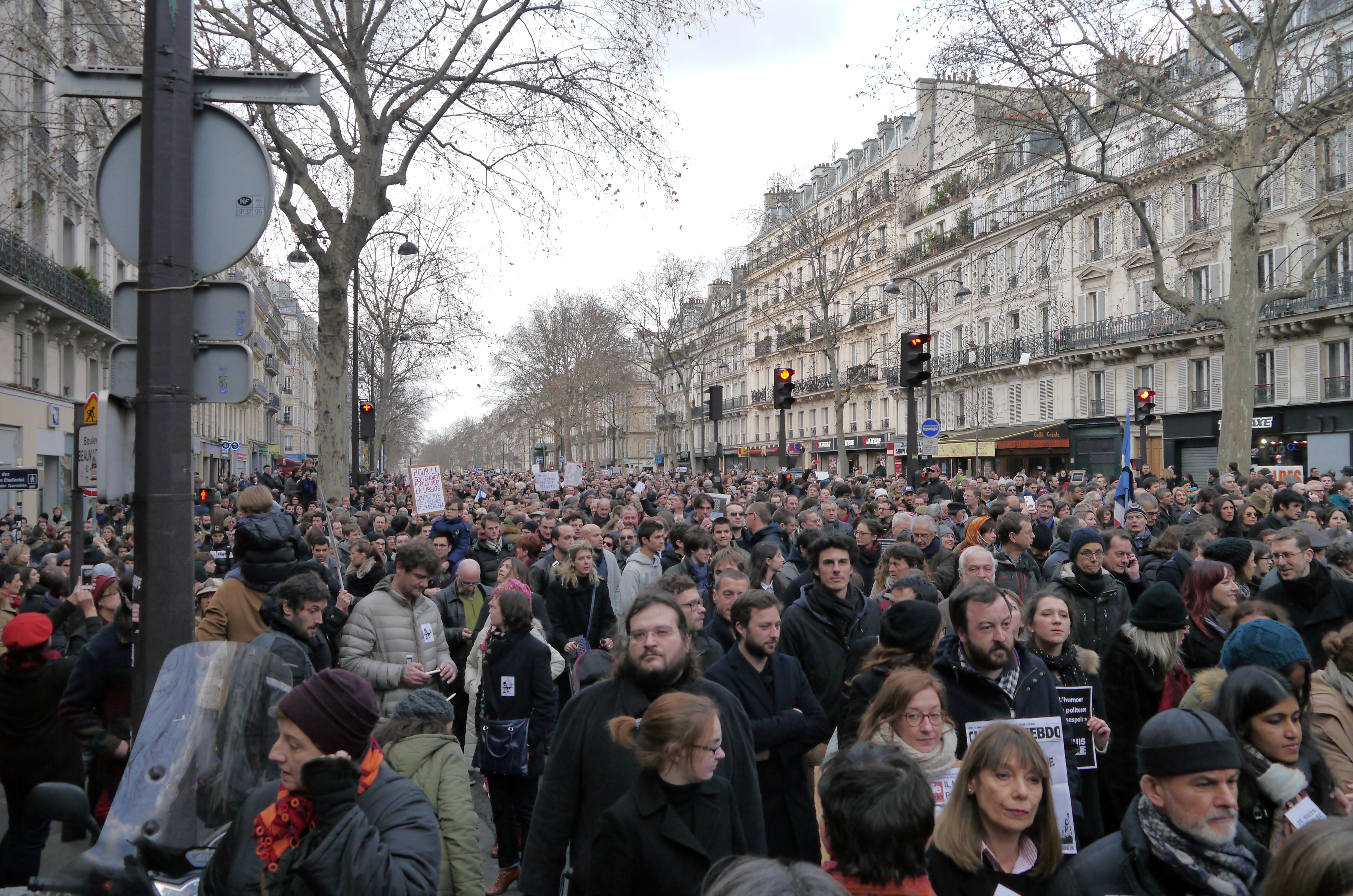
Biểu tình ở Paris, ngày 11 tháng 1.

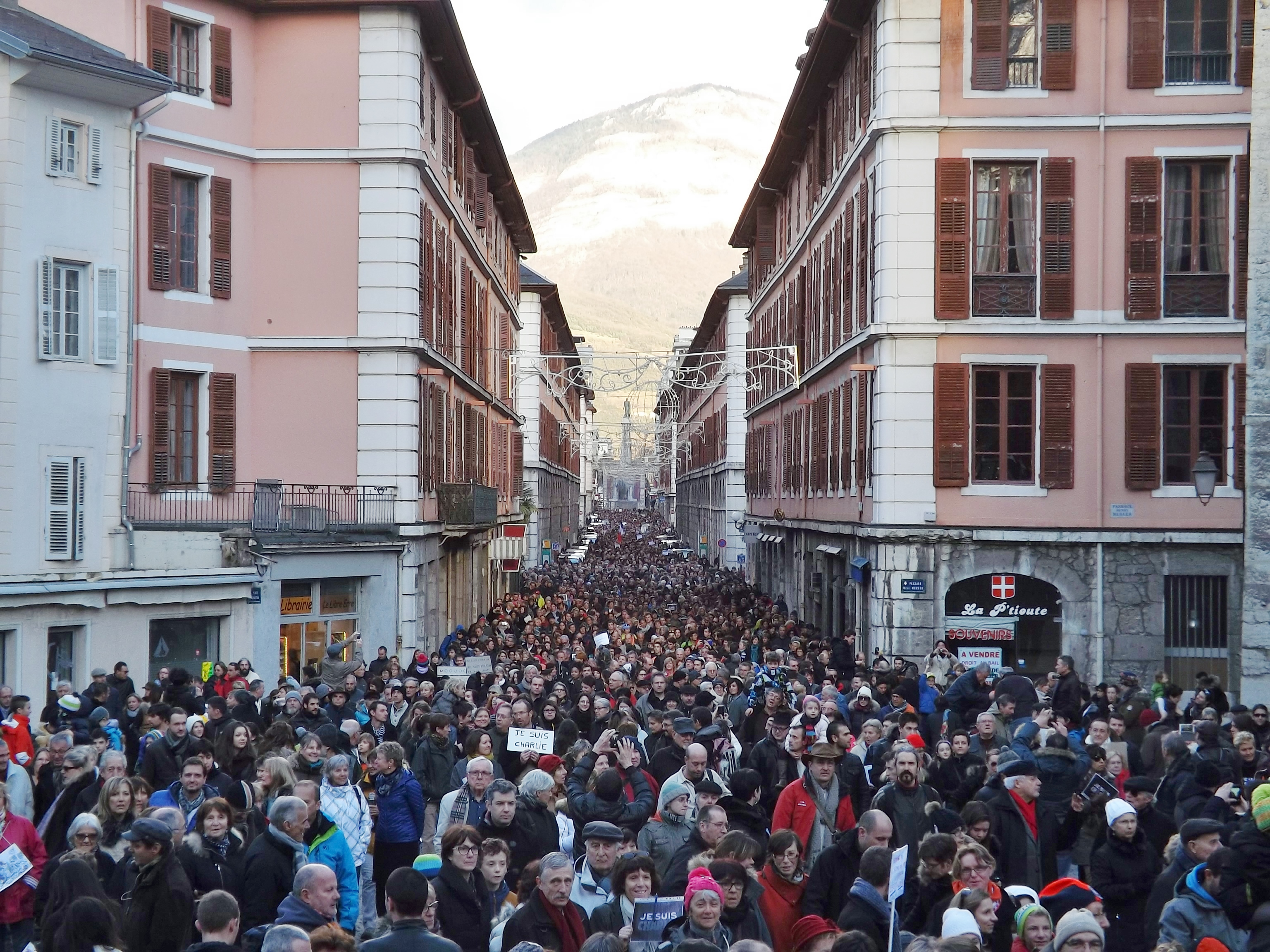
Biểu tình ở Chambéry, ngày 11 tháng 1.

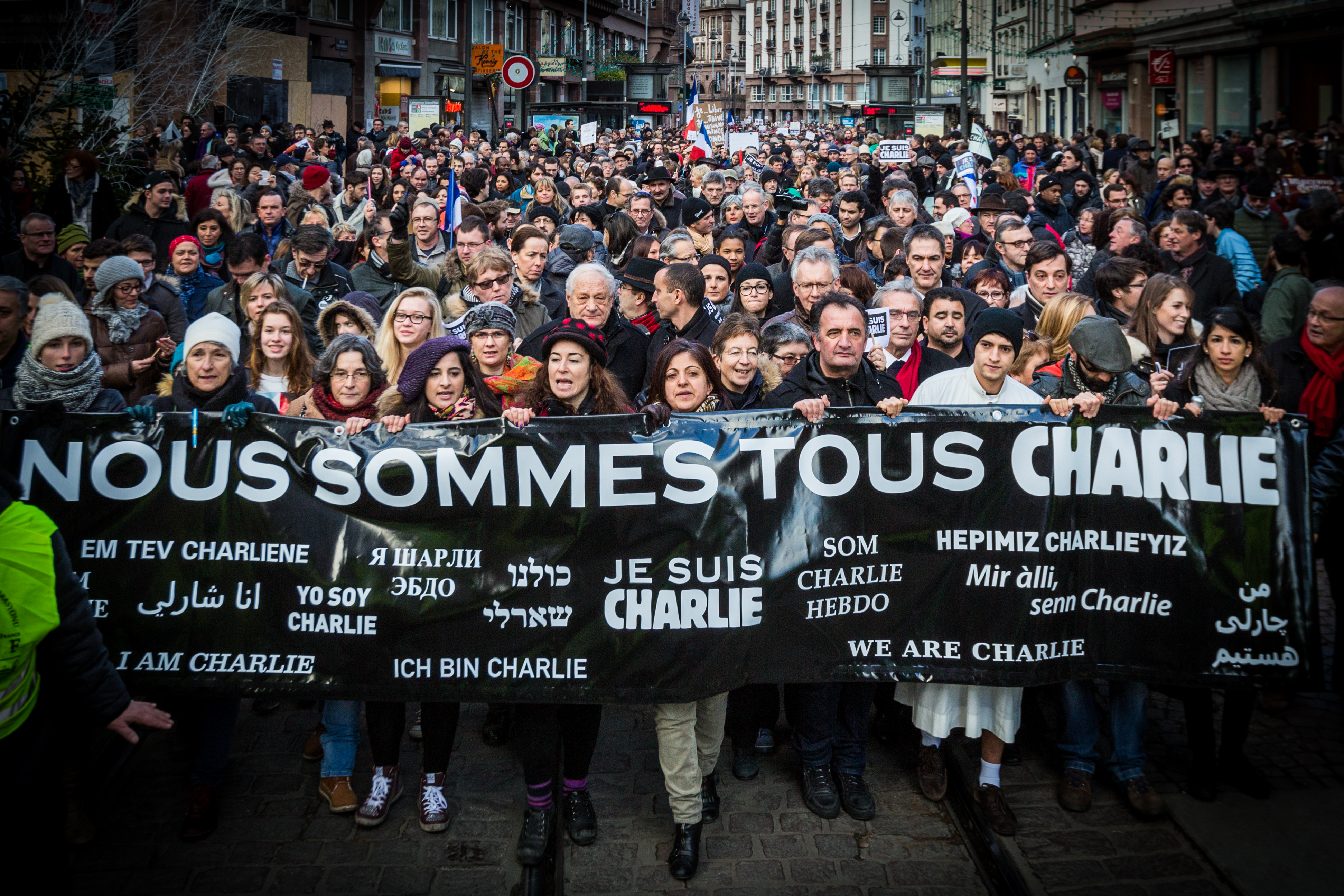
Cuộc biểu tình ngày 11 tháng 1 tại Strasbourg.

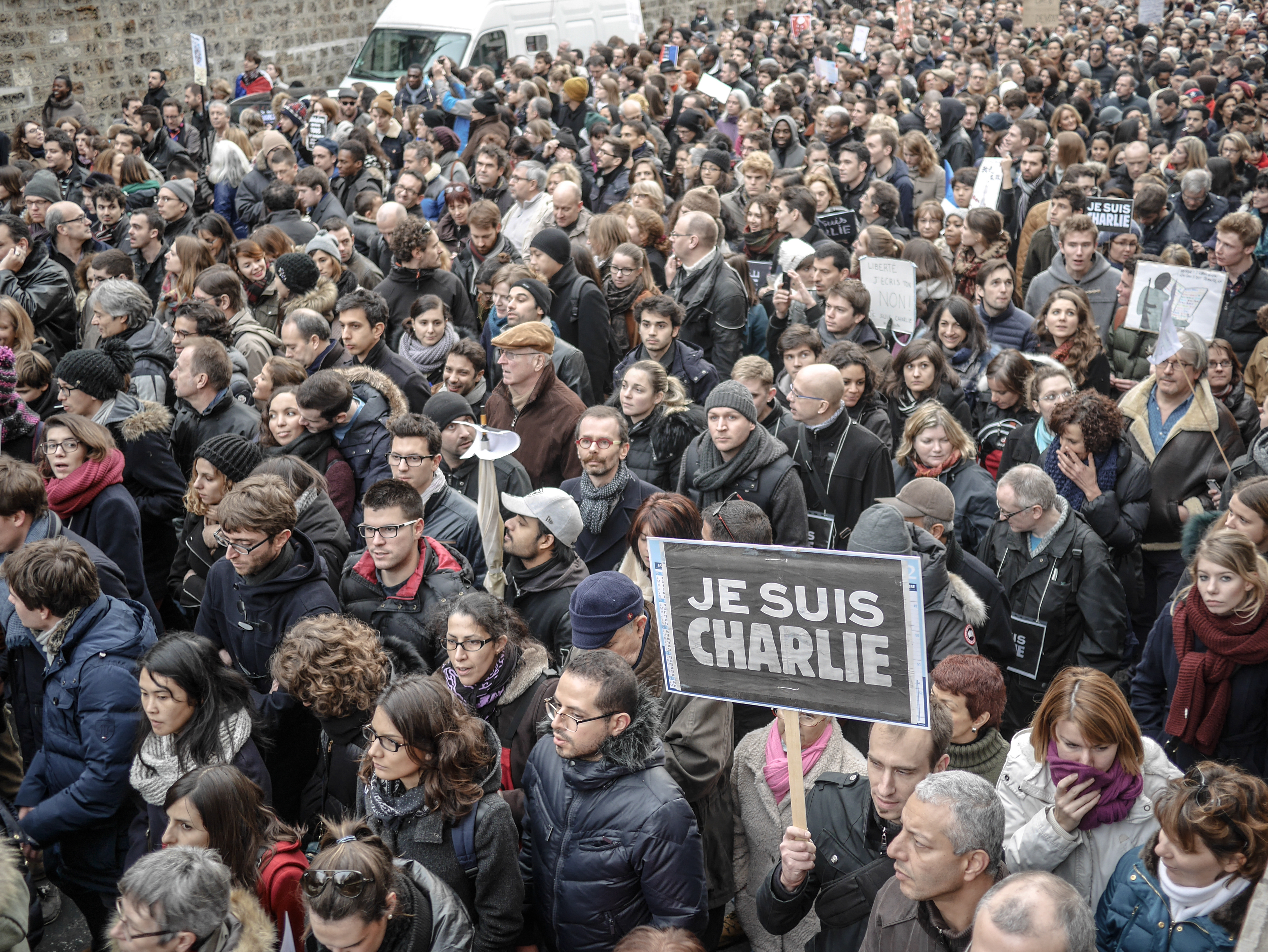
Dòng người ở Paris, ngày 11 tháng 1.

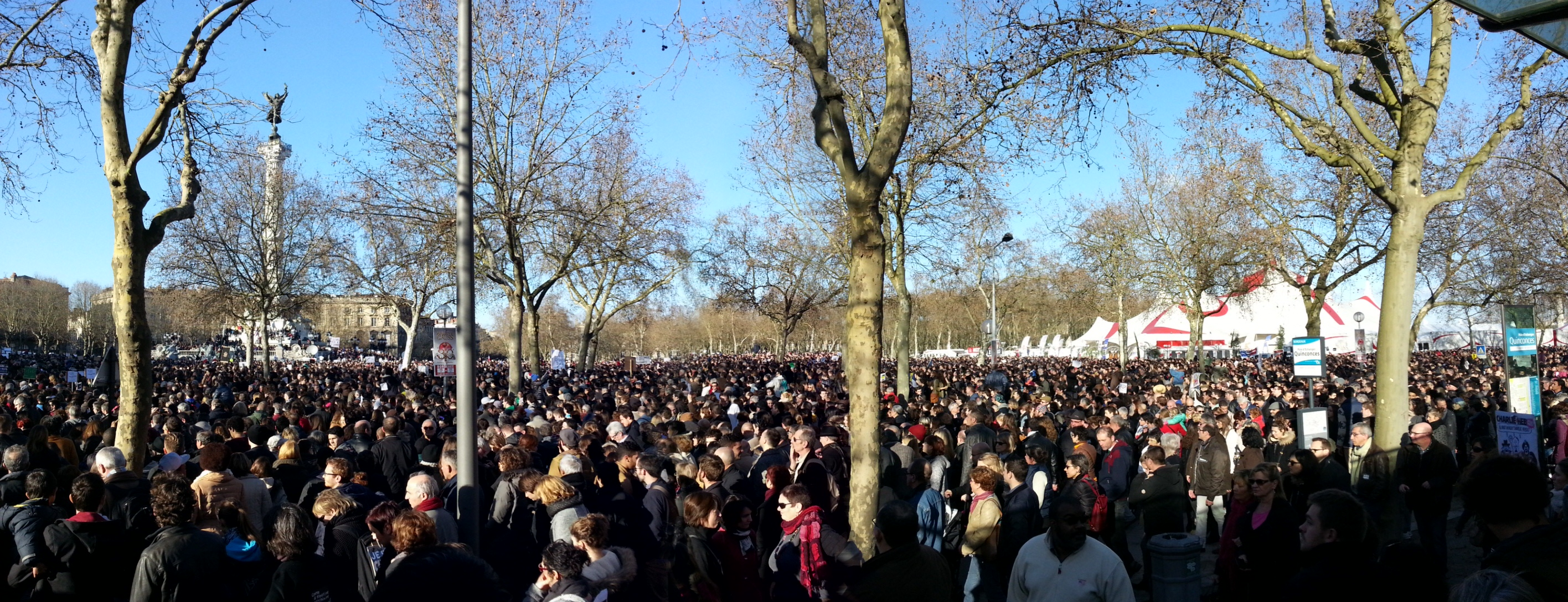
Dòng người ở Bordeaux, ngày 11 tháng 1.

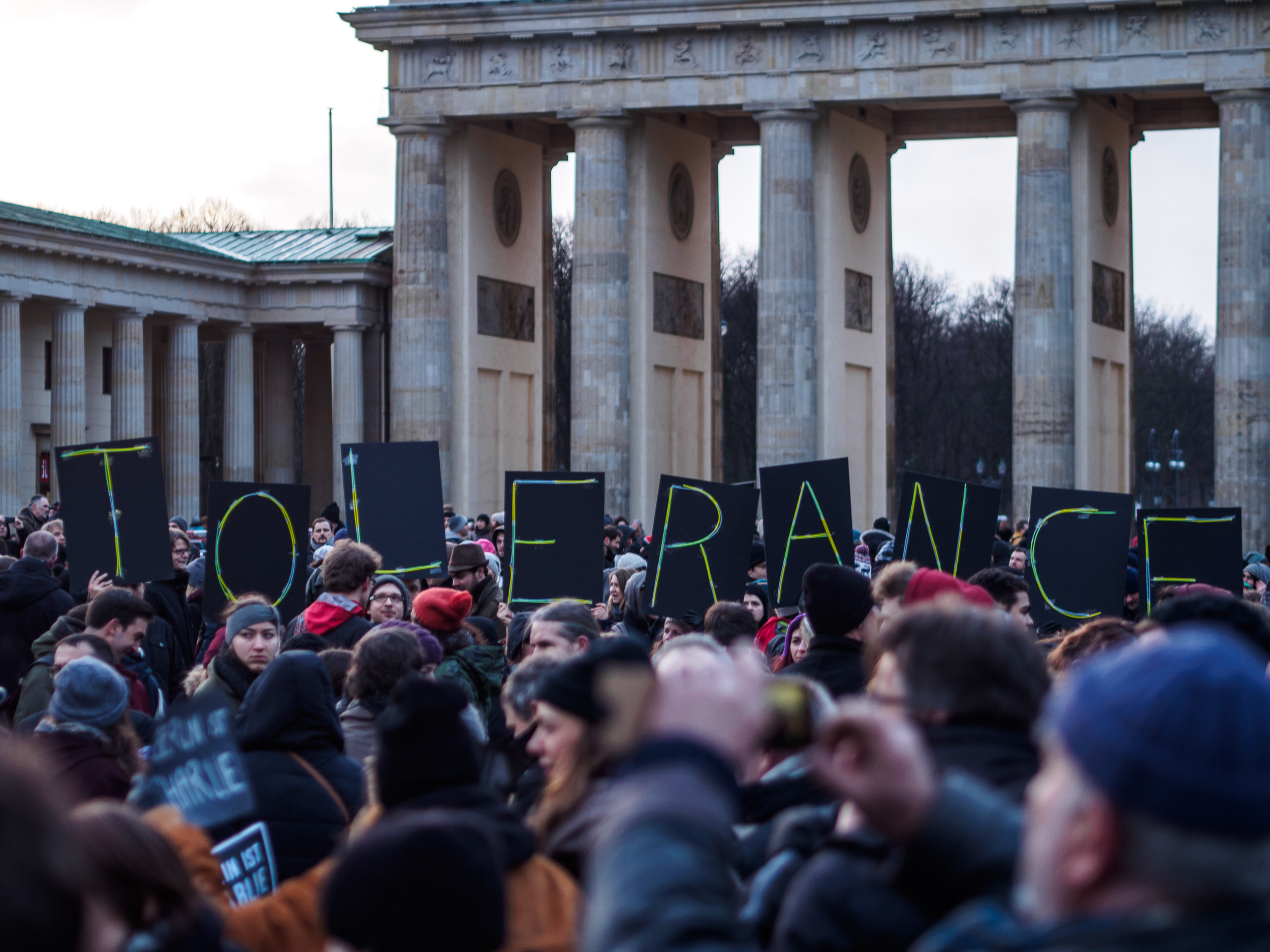
Berlin, Đức

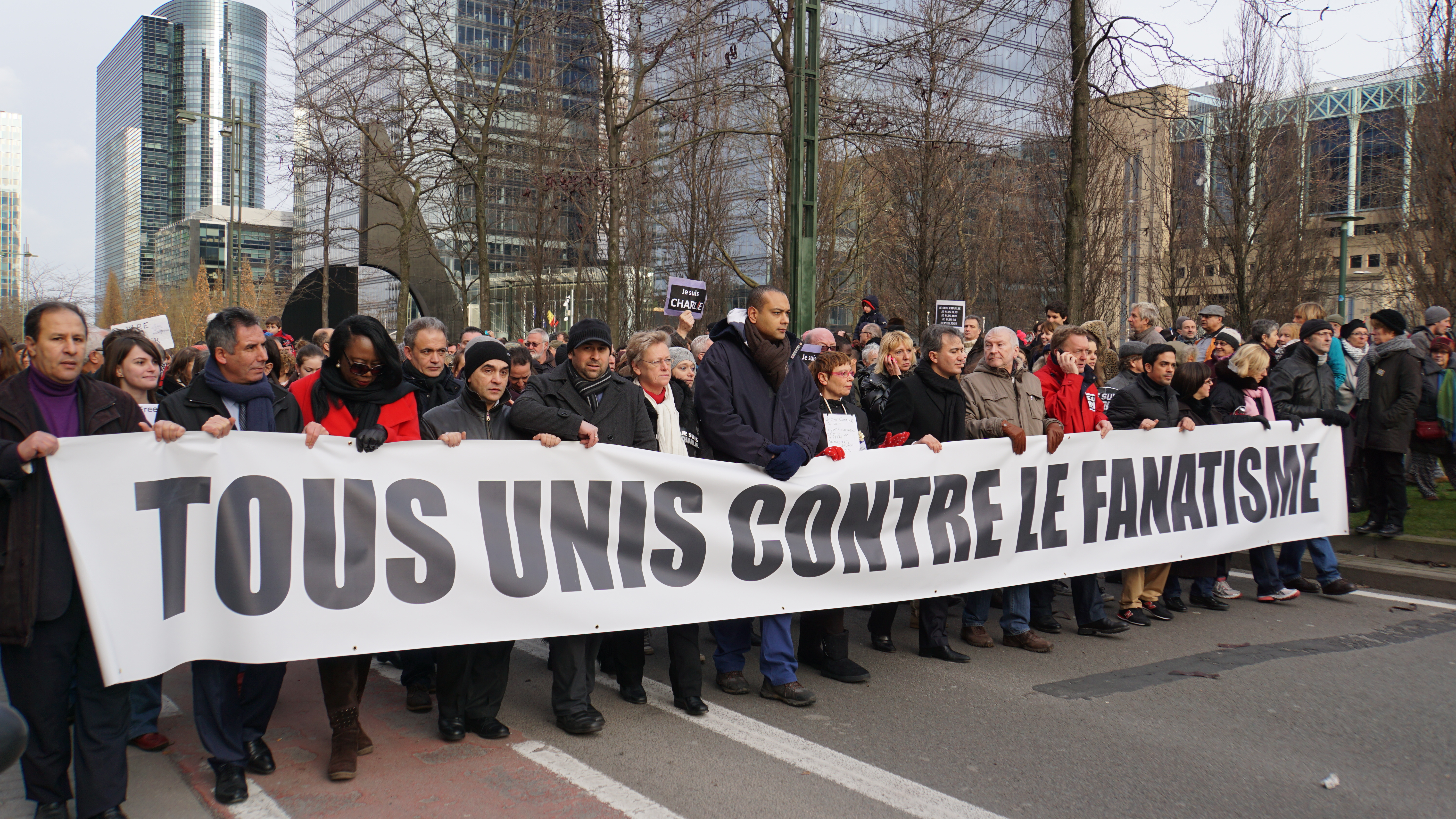
Tại Brussels, Bỉ, với biểu ngữ "Tất cả chúng tôi chống lại sự cực đoan".

Các cuộc tuần hành Cộng hòa (tiếng Pháp: Marches Républicaines) bao gồm một loạt tuần hành diễn ra ở các thành phố trên toàn nước Pháp vào ngày 10 và 11 tháng 1 năm 2015 để tưởng niệm các nạn nhân của vụ tấn công Charlie Hebdo, vụ nổ súng tại Montrouge, và cuộc khủng hoảng con tin Porte de Vincennes, đồng thời lên tiếng ủng hộ cho tự do ngôn luận, tự do báo chí và chống chủ nghĩa khủng bố. Các quan chức Pháp ước tính rằng các cuộc tuần hành đã có sự tham gia của khoảng bốn triệu người dân cả nước, trở thành đợt tuần hành công cộng lớn nhất tại Pháp kể từ năm 1944, khi Paris được giải phóng khỏi tay Đức Quốc xã vào cuối cuộc Chiến tranh thế giới thứ hai.
Tại Paris, do đã dự kiến trước lượng người hưởng ứng cuộc tuần hành, ba đường phố được dành cho cho các cuộc diễu hành từ Quảng trường Cộng hòa đến Quảng trường Nation. Người ta ước tính có khoảng 1,5 đến 2 triệu người đã xuống đại lộ Voltaire ở Paris.
Tại các thành phố khác ở Pháp, hơn 300.000 người tập trung ở Lyon, chiếm khoảng một phần tư dân số. Hơn 100.000 người diễu hành trên đường phố Rennes, Toulouse, Bordeaux và Marseille trong vòng hai ngày. Các cuộc biểu tình lớn diễn ra ở Montreal, Brussels, Berlin, Amsterdam và Vienna. Tổng thống Pháp cùng lãnh đạo của 40 nước trên thế giới, trong đó có thủ tướng Anh, thủ tướng Đức, đã nối vòng tay dẫn đầu đoàn tuần hành.

## Địa điểm chính

### 10 tháng 1

#### Pháp
- Toulouse: 150.000–180.000 người [8]
- Nantes: 75.000 người
- Marseille: 45.000 người
- Lille: 35.000–40.000 người
- Besançon: 30,000 người
- Nice: 30.000 người
- Limoges: 30.000 người
- Pau: 30.000 người
- Orléans: 22.000 người
- Agen: 13.000 người
- Le Havre: 10.000 người

#### Quốc tế
- Amsterdam: 18.000 người (8 tháng 1)
- Thành phố New York: 2.000 người
- San Francisco: 500 người

### 11 tháng 1

#### Pháp

Cuộc diễu hành của đảng Cộng hòa tại Pháp, ngày 11 tháng 1 năm 2015
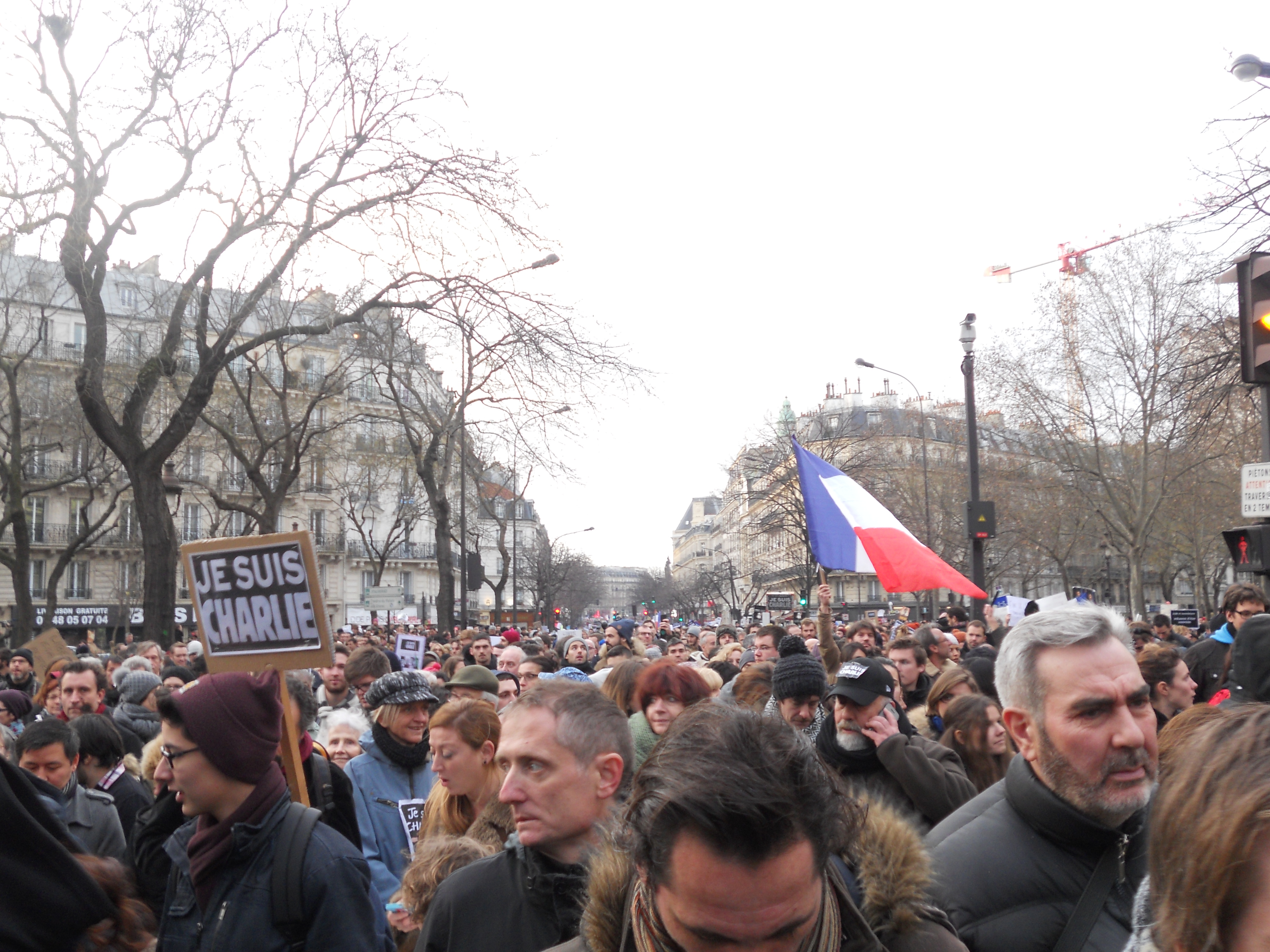
Paris
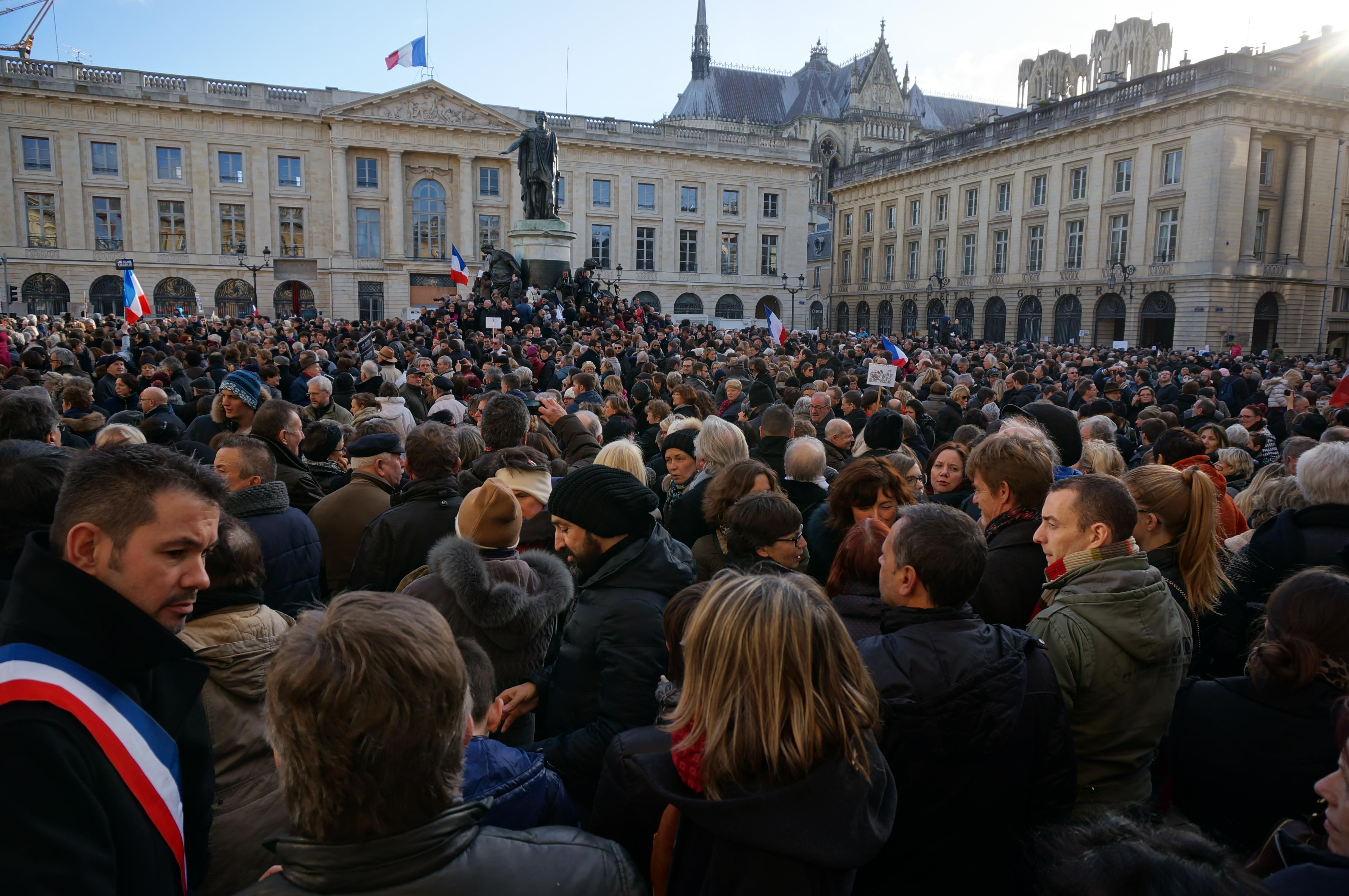
Reims
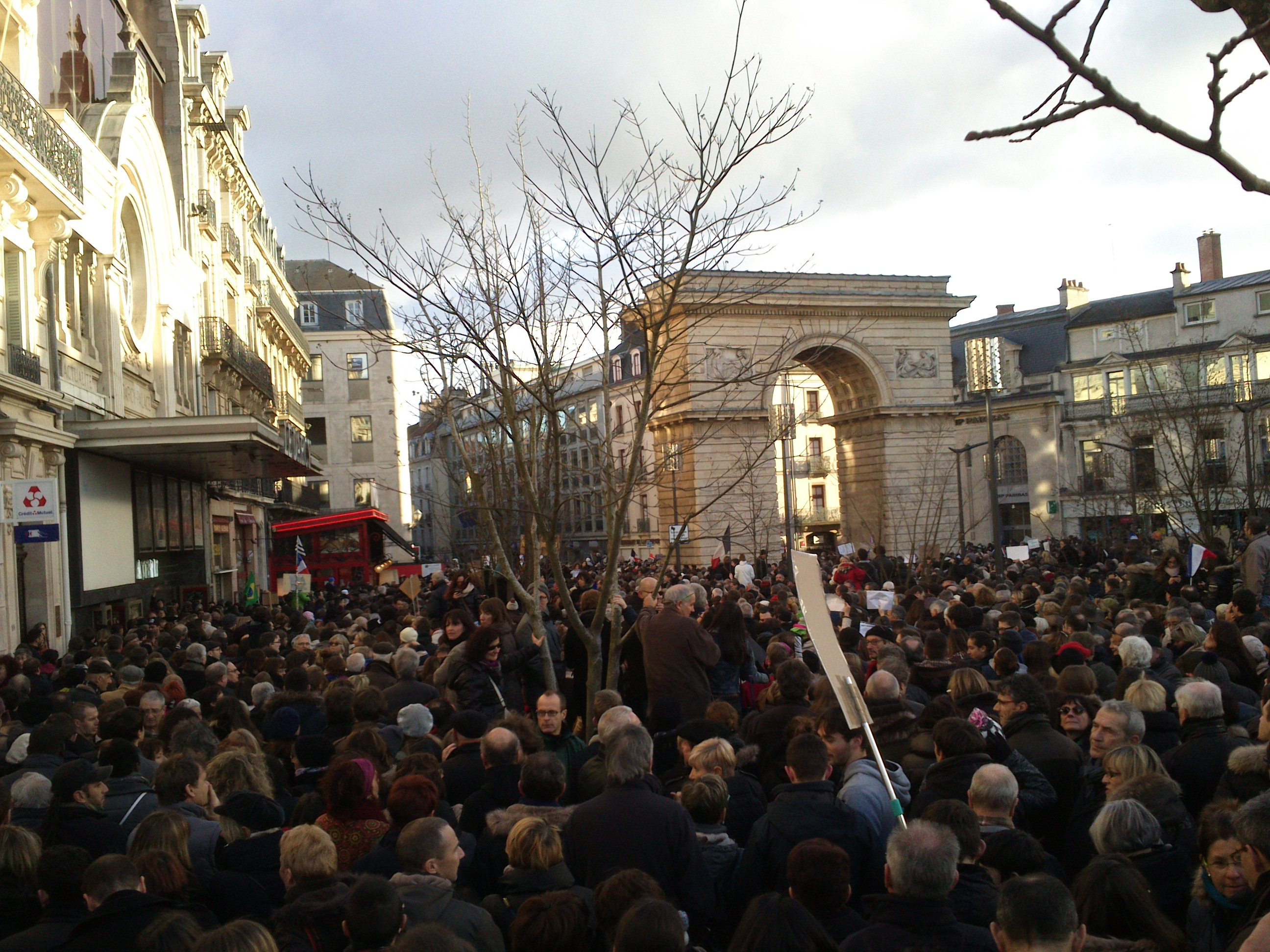
Dijon
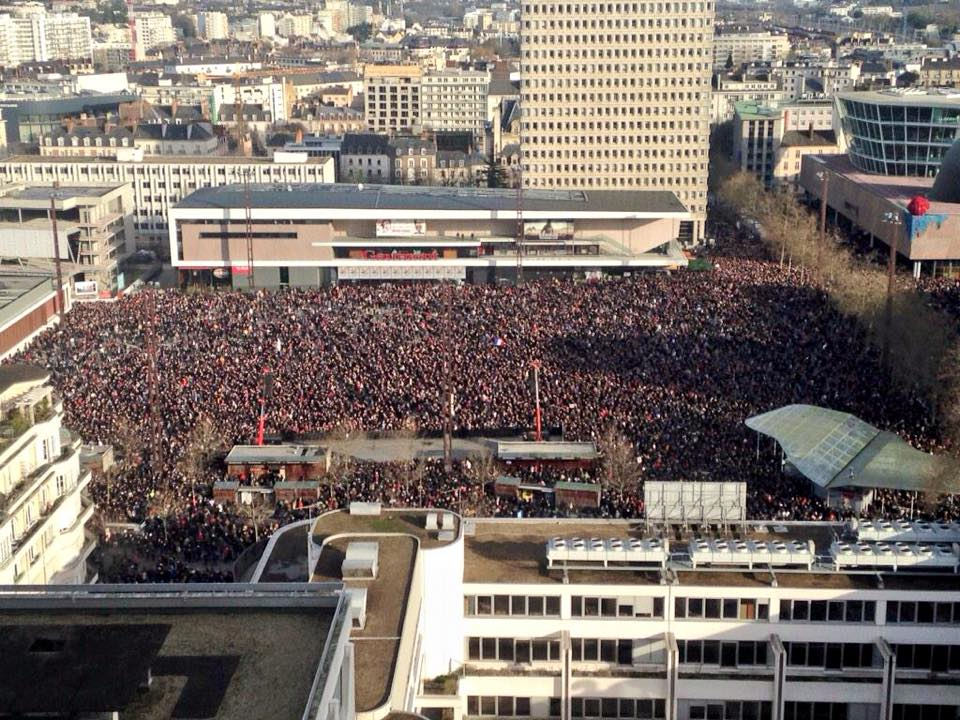
Rennes

- Paris: 1.500.000–2.000.000 người
- Lyon: 330.000 người
- Bordeaux: 140.000 người
- Rennes: 115.000 người
- Grenoble: 110.000 người[9]
- Montpellier: 100.000 người[10]
- Saint Etienne: 70.000 người
- Marseille: 65.000 người
- Brest: 65.000 người
- Nancy: 50.000 người
- Strasbourg: 45.000 người
- Toulon: 45.000 người
- Angers: 45.000 người
- Metz: 45.000 người[11]
- Aix-en-Provence: 40.000 người
- Perpignan: 40.000 người
- Tours: 35.000 người
- Dijon: 35.000 người
- Caen: 33.000 người
- Clermont-Ferrand: 30.000 người
- Lorient: 30.000 người
- Nimes: 30.000 người[12]
- Saint-Brieuc: 30.000 người
- Reims: 25.000 người
- Cherbourg: 25.000 người
- Mulhouse: 25.000 người
- Quimper: 25.000 người
- Angouleme: 20.000 người
- Chambery: 20.000 người
- Avignon: 20.000 người[13]
- Albi: 16.000 người
- Alençon: 15.000 người
- Bastia: 15.000 người
- Bourg en Bresse: 15.000 người
- Blois: 15.000 người
- Carcassonne: 15.000 người
- La Rochelle: 15.000 người
- Laval: 15.000 người
- Macon: 15.000 người
- Perigueux: 15.000 người
- Poitiers: 15.000 người
- Tarbes: 14.000 người
- Belfort: 13.000 người[14]
- Cognac: 11.000 người
- Charleville-Mézières: 12.000 người
- Troyes: 12.000 người
- Ajaccio: 10.000 người
- Cannes: 10.000 người
- Bergerac: 10.000 người
- Tulles: 10.000 người
- Colmar: 10.000 người[15][16]
- Ferney Voltaire: 10.000 người
- Libourne: 10.000 người
- Dammartin-en-Goële: 10.000 người
- Narbonne: 10.000 người

#### Quốc tế

Các cuộc tuần hành của đảng Cộng hòa quốc tế, ngày 11 tháng 1 năm 2015
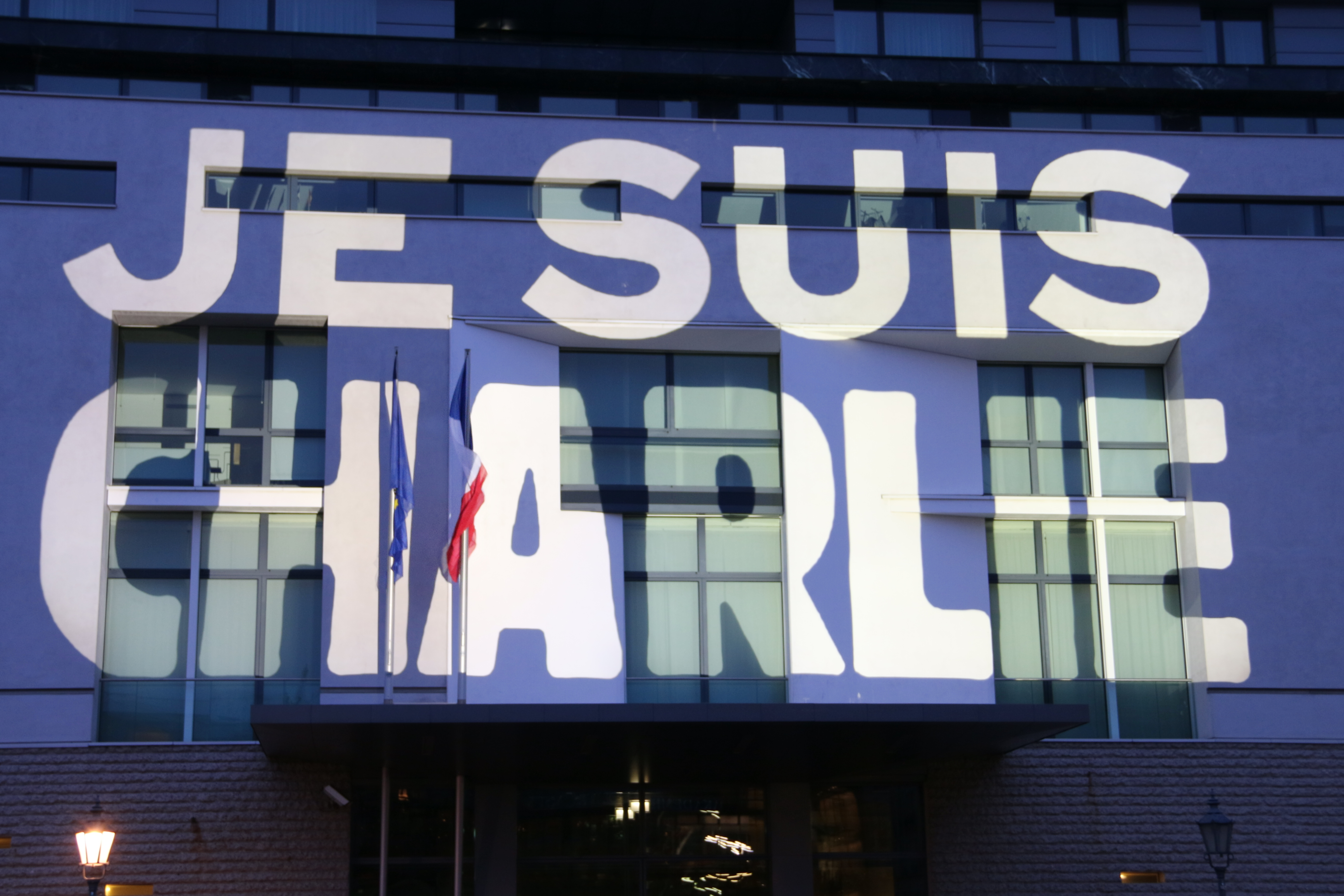
Đại sứ quán Pháp, Berlin
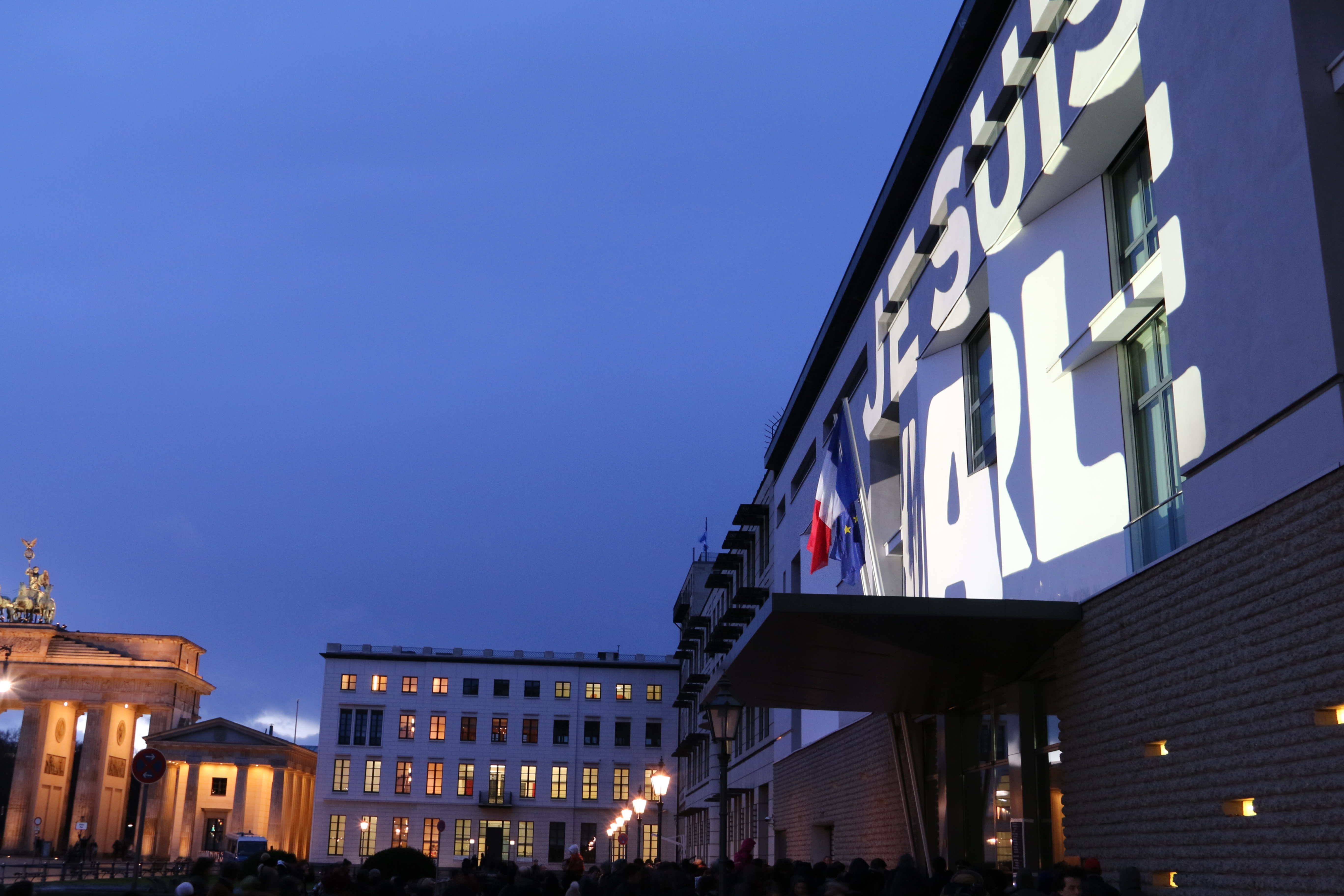
Đại sứ quán Pháp, gần Brandenburger Tor, Berlin
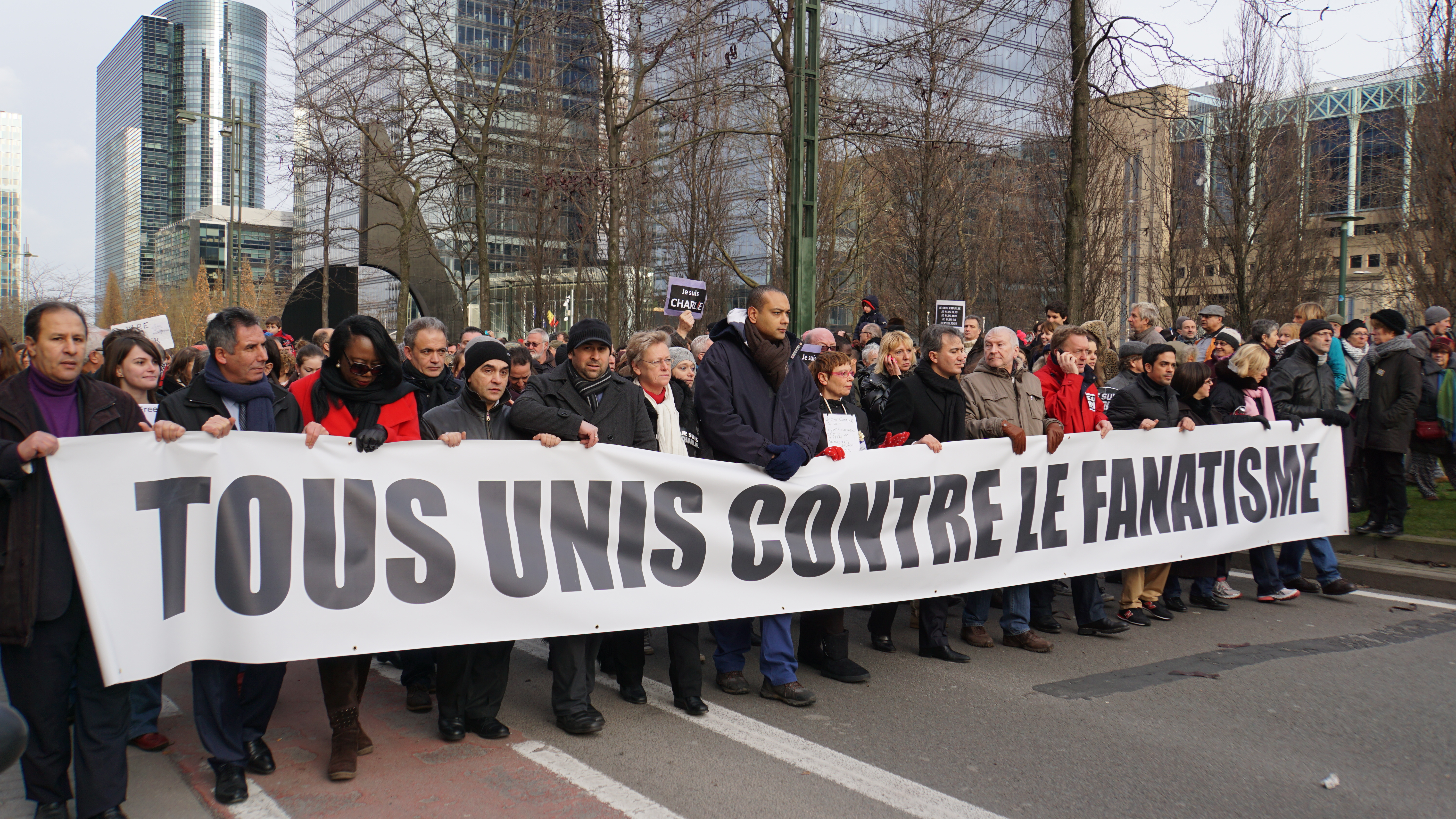
Brussels, Bỉ

- Montreal: 25.000 người
- Brussels: 20.000 người
- Berlin: 18.000 người
- Vienna: 12.000 người
- Dublin: 4.000 người
- Munich: 3.000 người
- Stockholm: 3.000 người
- Washington, D.C.: 3.000 người
- Thành phố Quebec: 2.000 người
- Luân Đôn: 2.000 người
- Luxembourg: 2.000 người
- San Francisco: 2.000 người[17]
- Lausanne: 2.000 người
- Cardiff: 1.000 người[18]
- Vancouver: 1.000 người
- Thessaloniki: 500 người
- Sydney: 500–1.000 người
- Toronto: 500–1.000 người
- Madrid: 500–1.000 người
- Boston: 500 người
- Oslo: 500 người
- Jerusalem: 500 người
- Geneva: 500 người
- Athens: 500 người
- Ottawa:500 người
- Bujumbura: 300 người
- Vancouver
- Milan
- Edinburgh
- Cork
- Cambridge
- Dusseldorf
- Seoul
- Thành phố Hồ Chí Minh
- Venice
- Beirut
- Lisbon
- Rome
- Pisa
- Tokyo
- Tunis
- Cape Town
- Larnaca
- Warsaw
- Gothenburg
- Helsinki
- Moskva
- Guadalajara
- Rio de Janeiro
- Sao Paulo
- Buenos Aires
- Tel Aviv
- Valleta
- Thành phố New York
- Kiev[19]
- Kharkiv[20]

## Nhân vật tham gia nổi bật

### Pháp
- Pierre Arditi (diễn viên)
- Martine Aubry (Thị trưởng Lille)
- Jean-Marc Ayrault (Cựu Thủ tướng)
- Édouard Balladur (Cựu Thủ tướng)
- Claude Bartolone (Nghị trưởng Hạ viện)
- François Bayrou (Lãnh đạo Phong trào Dân chủ (Pháp))
- Tahar Ben Jelloun (Nhà văn người Pháp-Maroc)
- Laurent Berger (Tổng thư ký Liên minh Dân chủ Pháp Lao động)
- Dalil Boubakeur (Chủ tịch Hội đồng Hồi giáo Pháp và người điều hành Nhà thờ Hồi giáo Paris)
- Jean-Christophe Cambadélis (Tổng bí thư Đảng Xã hội Pháp)
- Sorj Chalandon (Nhà văn)
- Hassen Chalghoumi (Lãnh tụ Hồi giáo ở Drancy)
- Emmanuelle Cosse (Chủ tịch Europe Ecology – The Greens)
- Édith Cresson (Cựu Thủ tướng)
- Roger Cukierman (Chủ tịch Hội đồng Đại biểu các định chế Do Thái Pháp)
- Jean-Louis Debré (Chủ tịch Hội đồng Hiến pháp Pháp)
- Pascal Delannoy (Giám mục ở Saint-Denis và đại diện của Hội đồng Linh mục Pháp)
- Bertrand Delanoë (Cựu Thị trưởng Paris)
- Jean-Paul Delevoye (Chủ tịch Hội đồng Kinh tế và Xã hội Pháp)
- Harlem Désir (Ngoại trưởng phụ trách Các vấn đề châu Âu)
- François de Rugy (Đồng Chủ tịch Nhóm Nghị sĩ Sinh thái học của Hạ viện Pháp)
- Dominique de Villepin (Cựu Thủ tướng)
- Nicolas Dupont-Aignan (Chủ tịch Debout la République)
- François Fillon (Cựu Thủ tướng)
- Caroline Fourest (Nhà văn, nhà phê bình chính trị, cựu thông tín viên của Charlie Hebdo)
- Pierre Gattaz (Chủ tịch Medef)
- Laurent Hénart (Chủ tịch Đảng Cấp tiến)
- Anne Hidalgo (Thị trưởng Paris)
- François Hollande (Tổng thống Pháp)
- Jean-Paul Huchon (Chủ tịch Hội đồng vùng Île-de-France)
- Alain Juppé (Cựu Thủ tướng)
- Lionel Jospin (Cựu Thủ tướng)
- Patrick Karam (Chủ tịch Hội đồng Đại diện người Pháp ở hải ngoại)
- Nathalie Kosciusko-Morizet (Phó Chủ tịch UMP)
- Jean-Christophe Lagarde (Chủ tịch UDI)
- Stanislas Lalanne (Giám mục Pontoise)
- Jack Lang (Viện trưởng Viện Thế giới Ả Rập và cựu Bộ trưởng)
- Gérard Larcher (Nghị trưởng Thượng viện)
- Pierre Lemaitre (Nhà văn)
- Pierre Lescure (Giám đốc Liên hoan phim Cannes)
- Moché Lewin (Điều hành Hội nghị các giáo sĩ châu Âu)
- Stéphane Lissner (Giám đốc Paris Opéra)
- Jean-Claude Mailly (Tổng thư ký Công đoàn Lao động Force)
- Richard Malka (luật sư của Charlie Hebdo, tác giả truyện tranh)
- Jean-Luc Mélenchon (Đảng viên đảng cánh tả trong Nghị viện châu Âu)
- Joël Mergui (Chủ tịch Hội nghị Công giáo Trung ương Do Thái Pháp)
- Frédéric Mitterrand (Cựu Bộ trưởng, nhà văn, nhà báo)
- Hervé Morin (Chủ tịch New Centre)
- Mohammed Moussaoui (Chủ tịch Liên hiệp các tổ chức Hồi giáo Pháp)
- Fleur Pellerin (Bộ trưởng Bộ Văn hóa và Truyền thông)
- Patrick Pelloux (bác sĩ, nhà báo của Charlie Hebdo)
- Plantu (nhà thiết kế)
- Jean-Pierre Raffarin (Cựu Thủ tướng)
- Jean-Michel Ribes (Chủ nhà hát Théâtre du Rond-Point)
- Michel Rocard (Cựu Thủ tướng)
- Ségolène Royal (Bộ trưởng Bộ Sinh thái, Phát triển bền vững và Năng lượng)
- Éric Ruf (quản lý nhà hát Comédie-Française)
- Nicolas Sarkozy (Cựu Tổng thống Pháp)
- Michel Sapin (Bộ trưởng Bộ Tài chính)
- Éric-Emmanuel Schmitt (Nhà văn)
- Christiane Taubira (Bộ trưởng Bộ Tư pháp)
- Jacques Toubon (chính trị gia)
- Philippe Val (nhà báo, cựu giám đốc Charlie Hebdo)
- Manuel Valls (Thủ tướng Pháp)

### Quốc tế
Châu Âu
- Edi Rama (Thủ tướng Albania)
- Sebastian Kurz (Ngoại trưởng Áo)
- Charles Michel (Thủ tướng Bỉ)
- Jan Jambon (Phó Thủ tướng kiêm Bộ trưởng Bộ Nội vụ Bỉ)
- Boiko Borissov (Thủ tướng Bulgaria)
- Zoran Milanović (Thủ tướng Croatia)
- Helle Thorning-Schmidt (Thủ tướng Đan Mạch)
- Alexander Stubb (Thủ tướng Phần Lan)[21]
- Angela Merkel (Thủ tướng Đức)
- Thomas de Maizière (Bộ trưởng Bộ Nội vụ Đức)
- Frank-Walter Steinmeier (Ngoại trưởng Đức)
- Sigmar Gabriel (Bộ trưởng Bộ Kinh tế Đức)
- Antonis Samaras (Thủ tướng Hy Lạp)
- Viktor Orbán (Thủ tướng Hungary)
- Ferenc Gyurcsány (Cựu Thủ tướng Hungary)
- Enda Kenny (Thủ tướng Ireland)[22]
- Matteo Renzi (Thủ tướng Ý)
- Angelino Alfano (Bộ trưởng Bộ Nội vụ Ý)
- Paolo Gentiloni (Ngoại trưởng Ý)
- Romano Prodi (Cựu Thủ tướng Ý)
- Mario Monti (Cựu Thủ tướng Ý)
- Emanuele Filiberto, Hoàng tử của Venice và Piedmont (Người thừa kế ngai vàng Ý)
- Atifete Jahjaga (Tổng thống Kosovo)
- Laimdota Straujuma (Thủ tướng Latvia)
- Xavier Bettel (Thủ tướng Luxembourg)
- Joseph Muscat (Thủ tướng Malta)
- Michel Roger (Thủ tướng Công quốc Monaco)
- Mark Rutte (Thủ tướng Hà Lan)
- Ewa Kopacz (Thủ tướng Ba Lan)
- Pedro Passos Coelho (Thủ tướng Bồ Đào Nha)
- Bohuslav Sobotka (Thủ tướng Cộng hòa Séc)
- Klaus Iohannis (Tổng thống Romania)
- David Cameron (Thủ tướng Anh Quốc)
- Sergey Lavrov (Ngoại trưởng Nga)[23]
- Ivica Dačić (Phó Thủ tướng Serbia)[24]
- Maja Gojković (Chủ tịch Quốc hội Serbia)[24]
- Robert Fico (Thủ tướng Slovakia)
- Miro Cerar (Thủ tướng Slovenia)
- Mariano Rajoy (Thủ tướng Tây Ban Nha)
- Simonetta Sommaruga (Tổng thống Liên bang Thụy Sĩ)
- Ahmet Davutoglu (Thủ tướng Thổ Nhĩ Kỳ)
- Petro Poroshenko (Tổng thống Ukraine)[25]
- Stefan Löfven (Thủ tướng Thụy Điển)
- Erna Solberg (Thủ tướng Na Uy)

Châu Mỹ
- Steven Blaney (Bộ trưởng Bộ An ninh Công cộng Canada)
- Jane D. Hartley (Đại sứ Hoa Kỳ ở Pháp) [26]

Châu Á
- Benjamin Netanyahu (Thủ tướng Israel)
- Avigdor Liberman (Ngoại trưởng Israel)
- Abdullah II của Jordan (Hoàng đế Jordan) và vợ ông, Hoàng hậu Rania
- Gebran Bassil (Ngoại trưởng Liban)
- Abdullah bin Zayed Al Nahyan (Ngoại trưởng Các Tiểu vương quốc Ả Rập Thống nhất)
- Mahmoud Abbas (Tổng thống Chính quyền Quốc gia Palestine)

Châu Phi
- Ramtane Lamamra (Ngoại trưởng Algeria)[27]
- Thomas Boni Yayi (Tổng thống Bénin)
- Ali Bongo (Tổng thống Gabon)
- Ibrahim Boubacar Keïta (Tổng thống Mali)
- Mahamadou Issoufou (Tổng thống Niger)
- Mehdi Jomaa (Thủ tướng Tunisia)

Salaheddine Mezouar, Ngoại trưởng Maroc hủy bỏ kế hoạch tham dự.
Tổ chức quốc tế
- Jens Stoltenberg (Tổng thư ký NATO)
- Thorbjørn Jagland (Tổng thư ký Hội đồng châu Âu)
- Donald Tusk (Chủ tịch Hội đồng châu Âu)
- Jean-Claude Juncker (Chủ tịch Ủy ban châu Âu)
- Martin Schulz (Nghị trưởng Nghị viện châu Âu)
- Federica Mogherini (Đại diện Cấp cao Liên minh châu Âu về Ngoại giao và Chính sách An ninh/Phó Chủ tịch Hội đồng châu Âu)
- Michaëlle Jean (Tổng thư ký Cộng đồng Pháp ngữ)
- Nabil Elaraby (Tổng thư ký Liên đoàn Ả Rập)
- Guy Ryder (Tổng giám đốc Tổ chức Lao động Quốc tế)

## Tranh cãi về National Front
Về việc tổ chức các cuộc tuần hành, một tranh cãi nổi lên, khi Marine Le Pen được cho biết, bà không được mời để tham dự vào cuộc tuần hành. Đó là bởi vì Đảng Mặt trận Quốc gia (National Front) có tiếng là hay gây chia rẽ. François Lamy, một trong những người tổ chức cho biết, Mặt trận Quốc gia không nên có mặt ở đó; đó không phải là nơi cho một đảng phái chính trị, mà trong nhiều năm, đã chia rẽ công dân Pháp, chỉ vì nguồn gốc, đạo giáo. Tổng thống Hollande đã kết thúc vấn đề này khi tuyên bố "Bất cứ người công dân nào cũng có thể tới...nó không bị kiểm soát."